# DJ SHOW 9595
《DJ SHOW 9595》는 평일 낮 12시 11분부터 오후 2시까지, 주말 낮 12시 6분부터 오후 2시까지 방송되었던 TBS FM의 라디오 전문 프로그램이다. 2022년 3월 27일 자로 7개월만에 폐지되었다.